# L'Œuvre Française
L'Œuvre Française, també anomenat L'Œuvre fou un moviment nacionalista francès, néo-Pétainista i ultradretà antisemític fundat el 1968 per Pierre Sidos. Inspirat per la França de Vichy, el Franquisme i el Estat Nou de Portugal, L'Œuvre Française era—fins a la seva dissolució per les autoritats el 2013—l'associació nacionalista més vella encara en actiu a França.
Més propera a models com el franquisme i Estado Novo que règims de obertament feixistes l'Œuvre Française era no obstant un projecte antisemític, racisa i neo-Pétainista, influït per diverses teories de la conspiració. El moviment tenia com a objectiu dissoldre la democràcia i s'oposava a la immigració massiva. El seu eslògan era "La France aux Français ("França pels francesos").
L'emblema de L'Œuvre Française era una creu cèlta pintada amb el francès tricolor. L'himne, les lletres de les quals van ser escrites el 1974 per Sidos, va ser titulat "Nous voulons rester Français" ("volem continuar sent francesos").